# Przedstawiciele dyplomatyczni Polski we Włoszech
Jako pierwszy stałe polskie placówki dyplomatyczne w krajach włoskich starał się tworzyć Stanisław August Poniatowski, który poszukiwał w nich wsparcia finansowego.

## Poczet przedstawicieli dyplomatycznych Polski we Włoszech

### Republika Genui
- 1766–1769 – Andrea de Bollo

### Republika Wenecka
- 1712 – Józef Kos
- 1763 – Maciej Józef Łubieński (Rzym, Neapol i Wenecja)
- 1766 – Giuseppe Dall’Oglio

### Królestwo Neapolu
- 1763–1770 – Maciej Józef Łubieński

### Zjednoczone Włochy
- 1919–1921 – Konstanty Skirmunt
- 20 IX 1921 – 5 IV 1921 – Maciej Loret (chargé d’affaires ad interim)
- 1922–1926 – August Zaleski
- 3 lutego 1926 – 1 grudnia 1926 Stanisław Kozicki
- 1926–1928 – Roman Knoll
- 1928–1932 – Stefan Przezdziecki
- 1933–1938 – Alfred Wysocki
- 1938 – 13 V 1940 – Bolesław Wieniawa-Długoszowski

13 VI 1940 – likwidacja placówki wobec zerwania stosunków dyplomatycznych
- VII 1944 – I 1945 – Maciej Loret (nieoficjalny przedstawiciel RP)
- 1 II 1945 – 5 VII 1945 – Stanisław Janikowski (chargé d’affaires a.i.)
- VIII 1945–X 1945 – Eugeniusz Markowski (chargé d’affaires a.i.)
- X 1945–XI 1947 – Stanisław Kot
- XI 1947–III 1948 Witold Wyszyński (chargé d’affaires a.i.)
- 1 III 1948 – 30 IV 1950 – Adam Ostrowski
- IV 1950 – VII 1952 – Władysław Tykociński (chargé d’affaires a.i.)
- 1952–1959 – Jan Druto
- 1962–1967 – Adam Willmann
- 1967–1971 – Wojciech Chabasiński
- 1972–1976 – Kazimierz Sidor
- 1977–1981 – Stanisław Trepczyński
- 1981–1984 – Emil Wojtaszek
- 1984–1989 – Józef Wiejacz
- 1990–1995 – Bolesław Michałek
- 1996–2001 – Maciej Górski
- 2001–2002 – Wojciech Ponikiewski (chargé d’affaires a.i.)
- 2002–2007 – Michał Radlicki
- 2007–2010 – Jerzy Chmielewski
- 2010 – I 2015 – Wojciech Ponikiewski
- II–III 2015 – Marta Zielińska-Śliwka (chargé d’affaires a.i.)
- 2015 – VIII 2017 – Tomasz Orłowski
- IX 2017 – VI 2018 – Marta Zielińska-Śliwka (chargé d’affaires a.i.)
- 2018 – Konrad Głębocki
- XII 2018 – 8 IX 2019 – Szymon Wojtasik (chargé d’affaires a.i.)
- 9 IX 2019 – 31 maja 2024 – Anna Maria Anders